# Décès en 1314
Décès
- 1310
- 1311
- 1312
- 1313
- 1314
- 1315
- 1316
- 1317
- 1318

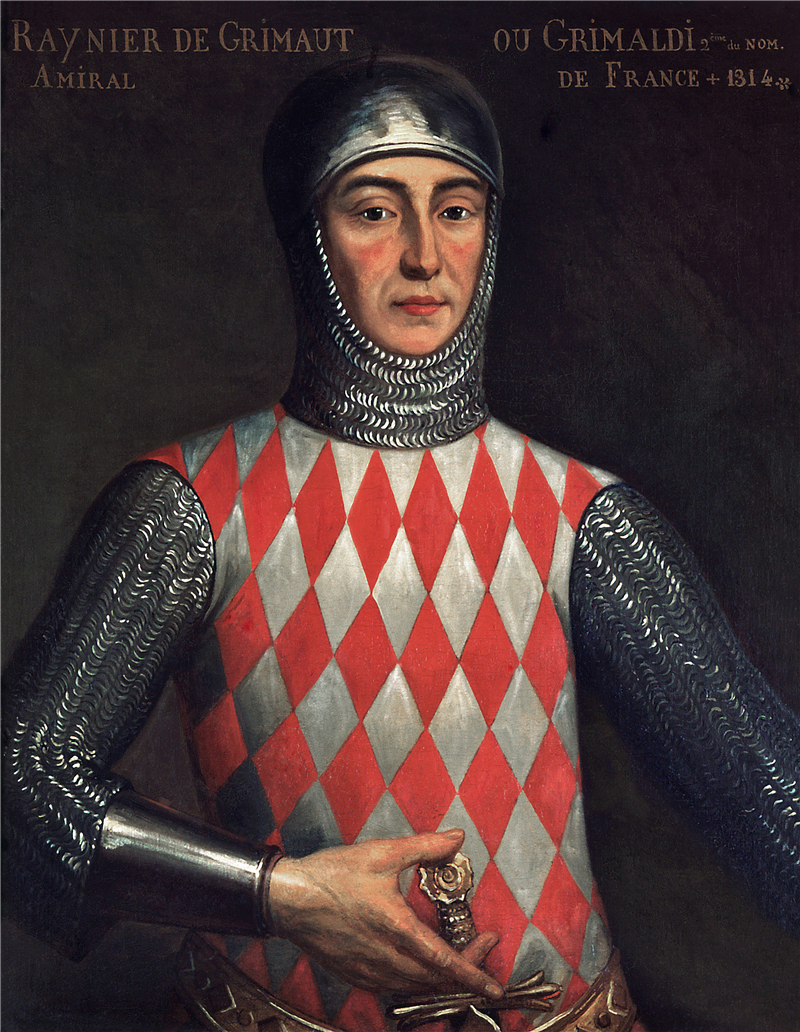
Rainier Ier, seigneur de Monaco, mort en 1314.

Cette page dresse une liste de personnalités mortes au cours de l'année 1314 :
- 22 janvier : Jean Guichard, évêque de Troyes.
- 8 février : Sainte Hélène d'Anjou, reine de Serbie (Rascie et Zeta).
- 10 février : Riccardo Petroni, cardinal italien.
- 4 mars : Jakub Świnka, archevêque de Gniezno.
- 18 mars : 
  - Geoffroy de Charnay, dernier commandeur des Templiers (sous le règne de Philippe le Bel et du Pape Clément V), brûlé vif avec son compagnon Jacques de Molay.
  - Jacques de Molay, 22e et dernier  maître de l'ordre du Temple.
- 7 avril : Mohammed III al-Makhlu, troisième émir nasride de Grenade.
- 19 avril[1] : Gauthier d'Aunay et Philippe d'Aunay, amants des brus de Philippe IV le Bel.
- 20 avril : Clément V, (Bertrand de Got), 195e pape de l'Église catholique.
- 17 juin : Siger Fabri, 14e abbé de Parc.
- 23 juin : Henri de Bohun, chevalier anglais.
- 24 juin : 
  - Gilbert de Clare, 8e comte de Gloucester et 7e comte de Hertford.
  - Robert de Clifford, 1er baron de Clifford.
  - John IV Comyn,  seigneur de Badenoch et de Lochaber.
- 11 septembre : Guillaume du Château, bénédictin français, 26e abbé du Mont Saint-Michel.
- 30 septembre : Yolande de Lusignan, comtesse de la Marche.
- 21 octobre : Geoffroy de Geneville, ou Joinville, 1er baron Geneville, soldat, diplomate et officier royal franco-anglais d'origine champenoise.
- 20 novembre : Albert II le Dégénéré, margrave de Misnie, landgrave de Thuringe, comte palatin de Saxe.
- 25 novembre : 
  - Nicolas de Mecklembourg-Rostock, corégent puis souverain de Rostock, membre de la maison de Mecklenburg.
  - Jean Balliol, roi des Écossais.
- 29 novembre : Philippe IV le Bel, roi de France.

- Mamia Bagration, prince géorgien de la famille des Bagrations.
- Robert VI d'Auvergne, comte d'Auvergne et comte de Boulogne.
- Foulques du Merle, maréchal de France.
- Dowlandî Khatun, princesse mongole descendante de Gengis Khan.
- Étienne Ier Kotroman, vassal du Royaume de Hongrie.
- Ouédem-Arad, roi d’Éthiopie.
- Rainier Ier,  premier seigneur de Monaco.
- Takezaki Suenaga, obligé de la province de Higo au Japon, qui prend part à la bataille de Bun'ei et à la bataille de Kōan au cours des invasions mongoles du Japon.
- Friedrich von Stolberg, évêque de Wurtzbourg.

## Crédit d'auteurs
- Cet article est partiellement ou en totalité issu de l'article intitulé « 1314 » (voir la liste des auteurs).